# Cementerio conmemorativo de Naciones Unidas

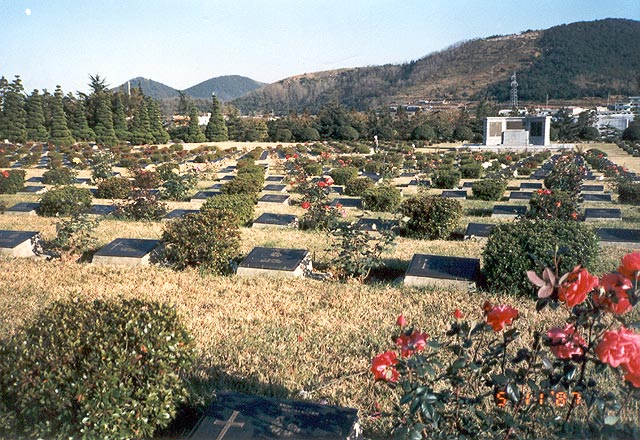
Foto del Cementerio Conmemorativo De Naciones Unidas.

El Cementerio Conmemorativo de Naciones Unidas en Corea (UNMCK; hangul: 재한유엔기념공원, romanización revisada: jae hahn UN ki nyum gong won), es un cementerio para las fuerzas del Comando de las Naciones Unidas muertas en combate durante la guerra de Corea, ubicado en Tanggok, distrito de Nam, Busan, Corea del Sur. Allí yacen alrededor de 2300 tumbas y es el único cementerio de la ONU en el mundo. Este se extiende sobre 14 hectáreas, y las sepulturas se distribuyen en 22 sitios designados según las nacionalidades de los militares enterrados.